# Лук Розенбаха
Лук Розенбаха (лат. Allium rosenbachianum) — многолетнее травянистое растение, вид рода Лук (Allium) семейства Луковые (Alliaceae).

## Распространение и экология
В природе ареал вида охватывает юго-западную Памиро-Алая. Эндемик.
Произрастает на мелкоземных площадках в среднем поясе гор, в тени скал и деревьев.

## Ботаническое описание
Луковица шаровидная, диаметром 1,5—2,5 см; оболочки черноватые, бумагообразные. Стебель высотой 50—70 см, от выступающих жилок ребристый.
Листья в числе двух—трёх, шириной 1—5 см, линейно-ланцетные или широко-линейные, по краю почти гладкие, значительно короче стебля.
Чехол в полтора—два раза короче зонтика, коротко заострённый. Зонтик шаровидный, многоцветковый, рыхлый. Цветоножки неравные, центральные до полутора раз длиннее околоцветника, остальные в три—девять раз, при основании без прицветников. Листочки звёздчатого околоцветника тёмно-фиолетовые, с более тёмной жилкой, узколинейные, от основания постепенно суженные, острые, позднее вниз отогнутые, скрученные, длиной 7—10 мм. Нити тычинок равны листочкам околоцветника, при основании с околоцветником сросшиеся, между собой спаянные в кольцо, шиловидные, внутренние в 2 раза шире; пыльники фиолетовые. Завязь на короткой ножке, шероховатая.
Коробочка сплюснуто-шаровидная, диаметром около 5 мм.

## Классификация

### Таксономия
Вид Лук Розенбаха входит в род Лук (Allium) семейства Луковые (Alliaceae) порядка Спаржецветные (Asparagales).
|  |                                      |  |                                                             |                                                             |                   |  | ещё 24 семейства (согласно Системе APG II) | ещё 24 семейства (согласно Системе APG II) |                     |  |  |  | ещё более 870 видов |
|  |                                      |  |                                                             |                                                             |                   |  | ещё 24 семейства (согласно Системе APG II) | ещё 24 семейства (согласно Системе APG II) |                     |  |  |  | ещё более 870 видов |
|  |                                      |  |                                                             | порядок Спаржецветные                                       |                   |  |                                            |                                            | род Лук             |  |  |  |                     |
|  |                                      |  |                                                             | порядок Спаржецветные                                       |                   |  |                                            |                                            | род Лук             |  |  |  |                     |
|  | отдел Цветковые, или Покрытосеменные |  |                                                             |                                                             | семейство Луковые |  |                                            |                                            | вид Лук Розенбаха   |  |  |  |                     |
|  | отдел Цветковые, или Покрытосеменные |  |                                                             |                                                             | семейство Луковые |  |                                            |                                            |                     |  |  |  |                     |
|  |                                      |  | ещё 44 порядка цветковых растений (согласно Системе APG II) | ещё 44 порядка цветковых растений (согласно Системе APG II) |                   |  |                                            | ещё около 300 родов                        | ещё около 300 родов |  |  |  |                     |
|  |                                      |  |                                                             | ещё 44 порядка цветковых растений (согласно Системе APG II) |                   |  |                                            |                                            | ещё около 300 родов |  |  |  |                     |

### Представители
В рамках вида выделяют несколько подвидов:
- Allium rosenbachianum subsp. kwakense R.M.Fritsch
- Allium rosenbachianum subsp. rosenbachianum